# Čukotsko-kamčatski jezici
Čukotsko-kamčatski jezici, malena jezična porodica iz istočnog Sibira. Obuhvaća (5) jezika kojim govori nekoliko plemena iz Rusije. sastoji se od dvije grane (skupine):
Sjeverni: alutor, čukči (Chukchee), kerek, korjak.
Južni: itelmen

## Vanjske poveznice
- Ethnologue (14th)
- Ethnologue (15th)
- Tree for Chokotko-Kamchatkan  Arhivirana inačica izvorne stranice od 18. svibnja 2007. (Wayback Machine)
- Familia Chukotko-Kamtchatka